# Wechma
Wechma (in arabo وشمة‎?; titolo inglese/internazionale: Traces) è un film del 1970, diretto da Hamid Bénani. Wechma è un film dall'atmosfera pesante che si incentra innanzitutto sui lutti vissuti internamente dai personaggi piuttosto che alle loro azioni. Ha rappresentato una tappa importante nell'evoluzione del cinema marocchino in quanto ha aperto la porta alle nuove tecniche di narrazione esplorate da Moumen Smihi, Ahmed Bouanani et Mustapha Derkaoui. Nonostante il successo di critica, il film non ha beneficiato che di una limitata distribuzione commerciale a Casablanca (Marocco), e solo nel 1980 è stato proiettato nella sala d'essai di Rabat. Il film ha tuttavia avuto una sua circolazione nei cineclub di diverse città del Marocco.

## Accoglienza
La maggior parte dei critici cinematografici è d'accordo nel ritenere il film il punto d'inizio della modernità cinematografica marocchina. Secondo Christoph Terhechte, per esempio, il film, "che si mostra sperimentale specialmente nella sua seconda parte, rompe con le strutture narrative tradizionali ed oppone al naturalismo un simbolismo di stampo freudiano e delle sequenze decisamente di carattere fantastico." A prere di Abdelkader Lagtaâ Wechma è "il film inaugurale di una tendenza a cui darei il nome di cinema esistenziale."

## Riconoscimenti
l film ha ottenuto un premio Tanit di bronzo alle Giornate cinematografiche di Cartagine nel 1970. Inoltre è stato presentato, sempre nel 1970, al  Festival del cinema di Damasco, al Internationales Film Festival Mannheim-Heidelberg, e al "Festival international du jeune cinéma" di Hyères.  